# Valentin Pikoul
Valentin Savvitch Pikoul (en russe : Валенти́н Са́ввич Пи́куль), né le 13 juillet 1928 à Leningrad (RSFSR, URSS) et décédé le 16 juillet 1990 à Riga en Lettonie, est un écrivain soviétique, spécialisé dans le roman maritime et militaire.

## Biographie
Le père de l'écrivain Savva Mikhailovitch était originaire du Kaharlyk en Ukraine. Après le service militaire dans la flotte de la Baltique, il s'était installé à Leningrad où il a rencontré et épousé la mère de Valentin, Marija Konstantinovna Karénine, originaire du gouvernement de Pskov. En 1939, Savva Mikhailovitch a été envoyé à Molotovsk pour y travailler sur les chantiers navals. Sa femme et son fils l'ont rejoint en 1940.
En été 1941, Valentin avec sa mère est reparti à Leningrad pour y passer les vacances chez sa grand-mère. À cause des opérations militaires, ils n'ont pas pu quitter la ville assiégée. Ils ne sont évacués qu'en 1942 par la route de la vie. Le père, appelé entretemps dans l'infanterie de marine a péri lors de la bataille de Stalingrad. Valentin a intégré l'école de marine des îles Solovki. Il a servi jusqu'à la fin de la guerre sur le destroyer de la classe Gnevny Grozny dans la flotte du Nord. Après la victoire, il a été admis dans la classe préparatoire de l'école navale supérieure de Leningrad, mais son niveau par la suite a été jugé insuffisant. Il travaillait dans l'unité d'hommes-grenouilles et comme sapeur-pompier. Il fréquentait également les soirées littéraires et lisait beaucoup.
En 1946, il s'est marié avec Zoya Tchudakova. Ils ont divorcé quelques années plus tard.
Ses premières nouvelles furent publiées dans l'almanach Jeune Leningrad. Le premier roman Patrouille océanique narrant la lutte contre les Allemands dans la mer de Barents, paru en 1954, a été un franc succès. Pikoul est devenu membre de l'Union des écrivains soviétiques. Il a écrit en tout près de 30 œuvres.
En 1962, Pikoul s'est installé à Riga avec sa deuxième épouse Veronika Tchugounova (1919-1980). En 1978, il reçoit l'Ordre du Drapeau rouge du Travail.
La mère de l'écrivain est décédée en 1984.
Pikoul a été décoré d'Ordre de la Guerre patriotique en 1985. Après le séisme de 1988 en Arménie, il reverse l’intégralité de son prix littéraire Maxime Gorki reçu pour le roman Croiseurs (1985) au peuple d'Arménie. En 1988, il reçoit son deuxième Ordre du Drapeau rouge du Travail et l'Ordre de l'Amitié des peuples.
L'écrivain est décédé d'une crise cardiaque laissant inachevés de nombreux projets. Il est inhumé au cimetière de la Forêt de Riga. Sa dernière épouse, Antonina Ilinitchna Pikoul, a écrit plusieurs livres dédiés à son mari et à son œuvre. Pour sa contribution à la sauvegarde de la mémoire de l'écrivain elle a également été admise dans Union des écrivains de Russie.

## Distinctions
- Ordre du Drapeau rouge du Travail (1978, 1988)
- Prix du Ministère de la Défense de l'URSS (1988)
- Ordre de l'Amitié des peuples (1988)
- Ordre de la Guerre patriotique (1985)
- Médaille pour la Défense de Léningrad
- Médaille pour la victoire sur l'Allemagne.
- Médaille pour la défense du Transarctique Soviétique (1944)

## Œuvres
- Patrouille océanique (1954)
- Bajazet (1961)
- Paris pour trois heures (1962),
- En marge du Grand Empire (1964-1966)
- D'une impasse (1968)
- Réquiem pour le convoi PQ 17 (1970)
- Moodzund (1970)
- Avec la plume et avec l'épée (1972)
- Etoiles sur marécage (1972)
- Dires et faits (1974-1975)
- La bataille des chanceliers de fer (1977)
- La richesse (1977),
- Les Trois Ages d'Okini-san (1981),
- Le Favori (1984),
- Croiseurs (1985),
- Mes respects (1986)
- Le Bagne(1987)

## Traduit en français
Le Chevalier d'Eon et la Guerre de Sept ans - Avec la plume et avec l'épée : roman chronique / Valentin Pikoul ; trad. adaptation et présentation de Max Heilbronn ; préf. de Jean-Michel Royer / Paris : Nouvelles éditions Rupture, 1983.